# Сан-Віто-аль-Торре
Сан-Віто-аль-Торре (італ. San Vito al Torre) — муніципалітет в Італії, у регіоні Фріулі-Венеція-Джулія,  провінція Удіне.
Сан-Віто-аль-Торре розташований на відстані близько 460 км на північ від Рима, 45 км на північний захід від Трієста, 22 км на південний схід від Удіне.
Населення — 1304 особи (2014).
Щорічний фестиваль відбувається 15 червня. Покровитель — святий Віт.

## Демографія
Населення за роками:

Станом на 1 січня 2023 року в муніципалітеті офіційно проживало 58 іноземців з 20 країн, серед них 31 громадянин країн Євросоюзу та 1 громадянин України.

## Сусідні муніципалітети
- Аєлло-дель-Фріулі
- Камполонго-аль-Торре
- Кьоприс-Вісконе
- Медеа
- Пальманова
- Романс-д'Ізонцо
- Тапольяно
- Тривіньяно-Удінезе
- Віско